# Eduardo Azeredo
Eduardo Brandão de Azeredo GCIH • GOMM (Belo Horizonte, 9 de setembro de 1948) é um engenheiro econômico e político brasileiro, membro do Partido da Social Democracia Brasileira (PSDB). 
Foi prefeito de Belo Horizonte entre 1990 e 1993; governador de Minas Gerais entre 1995 e 1998; senador de 2003 a 2011; e deputado federal até 2014.

## Carreira

### Iniciativa privada
Graduado em Engenharia mecânica pela Pontifícia Universidade Católica de Minas Gerais com pós-graduação em Engenharia econômica pela Fundação Dom Cabral. Desde a década de setenta é analista formado pela IBM do Brasil, onde trabalhou por onze anos, presidiu várias empresas estatais de informática, Prodemge (Governo de Minas Gerais), Prodabel (Prefeitura de Belo Horizonte), Serpro (Ministério da Fazenda) e da área privada a Belgo Mineira Sistemas, hoje Arcelor Mittal Sistemas.[carece de fontes?]

### Política
Foi um dos fundadores do Partido da Social Democracia Brasileira (PSDB) em 1988, a que é filiado. Vice-prefeito de Belo Horizonte da chapa encabeçada por Pimenta da Veiga, eleitos em 1988, assumiu a prefeitura com a renúncia deste para disputar a eleição majoritária em 1990 e permaneceu no cargo até 1993.
Foi eleito Governador de Minas Gerais em 1994 vencendo o 2º turno contra Hélio Costa. No ano seguinte, Azeredo foi admitido pelo presidente Fernando Henrique Cardoso à Ordem do Mérito Militar no grau de Grande-Oficial especial. Em 1997, foi agraciado com a Grã-Cruz da Ordem do Infante D. Henrique de Portugal.
Em sua administração como governador de Minas Gerais, Azeredo deu continuidade as privatizações das empresas mineiras, em particular do sistema financeiro, como o Banco do Estado de Minas Gerais e o Banco de Crédito Real de Minas Gerais.
Em 1998, disputou a reeleição ao governo de Minas, mas foi derrotado por Itamar Franco no 2º turno. Em 2002, foi eleito Senador com mais de 4 milhões de votos. Nas eleições de 2010 foi eleito deputado federal.

#### Projetos de lei
Azeredo é autor da lei "Robin Hood",  lei esta que tornou possível que os municípios mais carentes do estado de Minas obtivessem mais recursos na repartição do ICMS em função da aplicação de políticas públicas.
Em 2003, foi autor do Projeto de Lei 1503/03, que foi sancionado como a Lei 10740/03. A lei fez com que as urnas eletrônicas brasileiras passassem a produzir um arquivo digital usando criptografia e assinatura digital chamado arquivo digital do voto, substituindo o requerimento anterior, da Lei 10480/02.
Em 2003 foi Relator no Senado do PLC 89, de 2003 (inicialmente PL 84, de 1999, na Câmara dos Deputados), que continha a discussão até hoje polêmica da definição dos crimes eletrônicos como: difusão de vírus, acesso não autorizado mediante quebra de dispositivo de segurança, cópia de senhas ou outras informações pessoais, "phishing" ou estelionato eletrônico, ataques a redes de computadores, clonagem de cartões de crédito e débito e os mesmos crimes quando praticados por militares. O projeto também tipifica como delito o ato de acessar conteúdo protegido por direitos autorais, como vídeos, músicas e seriados, estabelecendo a pena de 1 a 3 anos, dobrada caso se comprove que o usuário distribuiu o material. Em abril de 2013 o PL 84/99, relatado por Eduardo Azeredo, foi sancionado como lei. Conhecida como “Lei Azeredo” por ter sido o deputado o relator no Senado e na Câmara, ficou em tramitação por 13 anos. Ela modifica o Código Penal para tornar crime a clonagem de cartões de crédito ou débito, equiparando este delito à falsificação de documentos particulares, além de determinar que órgãos da polícia judiciária criem delegacias especializadas. Há ainda uma modificação na Lei Afonso Arinos para estipular que conteúdos racistas ou discriminatórios sejam retirados do ar imediatamente.
Eduardo Azeredo, juntamente com o ex-senador Flávio Arns, é autor do projeto que regulamenta a meia-entrada em eventos artísticos e culturais. De acordo com o texto terão direito a pagar 50% do valor total do ingresso estudantes, pessoas com deficiência, jovens carentes de baixa renda e idosos acima de 60 anos. O projeto também estabelece uma cota do benefício da meia-entrada a 40% do total de ingressos e regula a emissão das carteiras estudantis. O documento terá validade de um ano e modelo único nacional padronizado a ser emitido pelos Diretórios Acadêmicos, DCEs, UNE, UBES, Associação dos Pós-graduandos, além de entidades estaduais e municipais efetivamente existentes e filiadas às entidades nacionais. Em abril de 2013, este projeto foi aprovado pela Comissão de Constituição e Justiça e de Cidadania da Câmara dos Deputados do Brasil.[carece de fontes?]

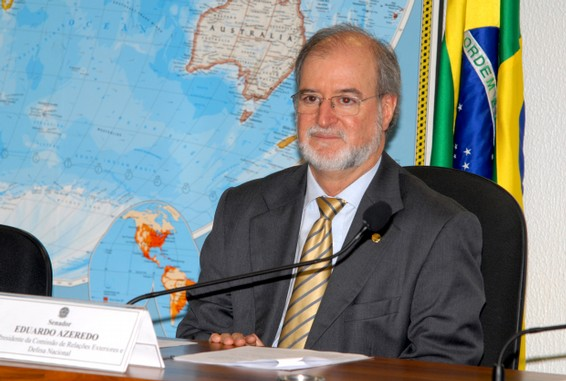
Azeredo em junho de 2008, período em que exercia o mandato de senador

O parlamentar ainda é autor do PL 87/2010, que dispõe sobre a  contratação de serviços de terceiros conciliando empregados e empregadores; e ainda de dois projetos para o avanço da educação, com foco no acesso à universidade. O primeiro permite a utilização dos recursos do Fundo de Garantia por Tempo de Serviço (FGTS) para pagamento de parcelas de anuidade escolar do trabalhador ou de seus filhos dependentes até 24 anos; e outro eleva os valores e cria faixas dedutíveis do Imposto de Renda para despesas com educação, com diferenciação para os níveis de ensino.[carece de fontes?]
Lei do Air Bag, também de autoria de Azeredo, prevê que  todos os novos modelos lançados saiam de fábrica com o dispositivo de segurança a partir de 2014. Eduardo Azeredo também foi um dos defensores da Emenda 29 como forma de aumentar recursos para a saúde.

## Processos judiciais

### Denúncias do Ministério Público de Minas Gerais
Azeredo, no final do mês de setembro de 2005, foi acusado pelo Ministério Público de Minas Gerais de ter se beneficiado de um patrocínio a eventos tradicionais  e assim desviando dinheiro público, que teria sido usado na sua campanha de 1998 ao Governo do Estado. É o chamado "valerioduto" tucano, proporcionando prejuízos de 2,7 milhões de reais ao Estado de Minas Gerais. O patrocínio foi realizado no ano de 1998, na forma de três eventos internacionais, que realmente ocorreram durante seu mandato de governador, o Enduro da Independência, uma prova de resistência de motocicletas em trilhas históricas, o Iron Biker uma prova de resistência de bicicletas e o SuperCross, prova indoor, em pista montada com terra em ginásio poliesportivo. A denúncia ocorreu durante a campanha para governador, promovida pelo outro candidato e não foi aceita pela Justiça Eleitoral de Minas Gerais, que não a julgou procedente. Mas ao ensejo do “mensalão” denunciado em 2005 pelo deputado Roberto Jefferson, o Ministério Público de Minas entendeu de fazer a juntada da denúncia, uma vez que Azeredo era o presidente nacional do PSDB. Instaurado o inquérito pela Polícia Federal, a pedido do STF, apresentou ao STF, a cópia de um suposto recibo assinado por Azeredo. Inquirido pela Polícia Federal sobre o original, Nilton Monteiro nunca o apresentou. Na denúncia apresentada em 2007 pelo Procurador Geral este não fez menção sobre o documento que acabou aceito pelo ministro Relator Joaquim Barbosa e outros ministros como Cesar Peluso, mesmo com farta documentação pericial contrária.

### Mensalão tucano
O chamado "mensalão tucano", segundo o Ministério Público, foi um esquema de caixa dois organizado com vistas à reeleição de  Eduardo Azeredo ao governo de Minas Gerais, em 1998.. Azeredo não foi reeleito, sendo sucedido por Itamar Franco. Em 22 de novembro de 2007, Azeredo, então senador, foi denunciado formalmente pelo procurador Antônio Fernando de Souza junto ao Supremo Tribunal Federal (STF),"…como um dos principais mentores e principal beneficiário do esquema implantado." A maioria dos ministros do STF decidiu pela aceitação da denúncia. Votaram a favor da sua aceitação os ministros Joaquim Barbosa (relator), Ricardo Lewandowski, Carlos Ayres Britto, Cezar Peluso e Marco Aurélio Mello. Já os ministros Dias Toffoli, Eros Grau e o então presidente da Corte, Gilmar Mendes, votaram pela sua rejeição. A aceitação da ação tornou Eduardo Azeredo (PSDB-MG) réu pelos crimes de peculato e lavagem de dinheiro. Em sua participação no contraditório, o Ministro Gilmar Mendes assim se expressou: "A análise de uma denúncia deve ser revestida dos maiores cuidados por parte de todos nós, julgadores, sempre tendo em vista a imposição constitucional de resguardo dos direitos e garantias individuais. Quando se fazem imputações incabíveis, dando ensejo à persecução criminal injusta, viola-se também o princípio da dignidade da pessoa humana".
O Ministro Eros Grau foi o segundo a divergir do relator,  votando pela rejeição total da denúncia. "Não vejo vínculo do acusado com os crimes de que se cuida", disse, lembrando que, no julgamento do inquérito que deu origem à Ação Penal 470 – o chamado "Processo do Mensalão"-, ele também votara pela rejeição de alguns pontos daquela denúncia, porque se baseavam apenas em ilações.  O ministro concluiu seu voto revelando que, na dúvida, tem preferido seguir a tendência de privilegiar o estado de direito, e não o estado policial”. E por sua vez o Ministro Dias Toffoli afirmou em seu voto, não ver ligação entre o então governador e os crimes a ele atribuídos: "De tudo o que li dos autos – em 42 volumes –, eu não vi um ato sequer praticado por Eduardo Azeredo". Em nota oficial à imprensa, o senador Arthur Virgílio, líder do PSDB, disse: "A bancada do PSDB no Senado acata a decisão da mais alta Corte do país, porém reafirma sua plena confiança na honradez e na lisura desse companheiro", 

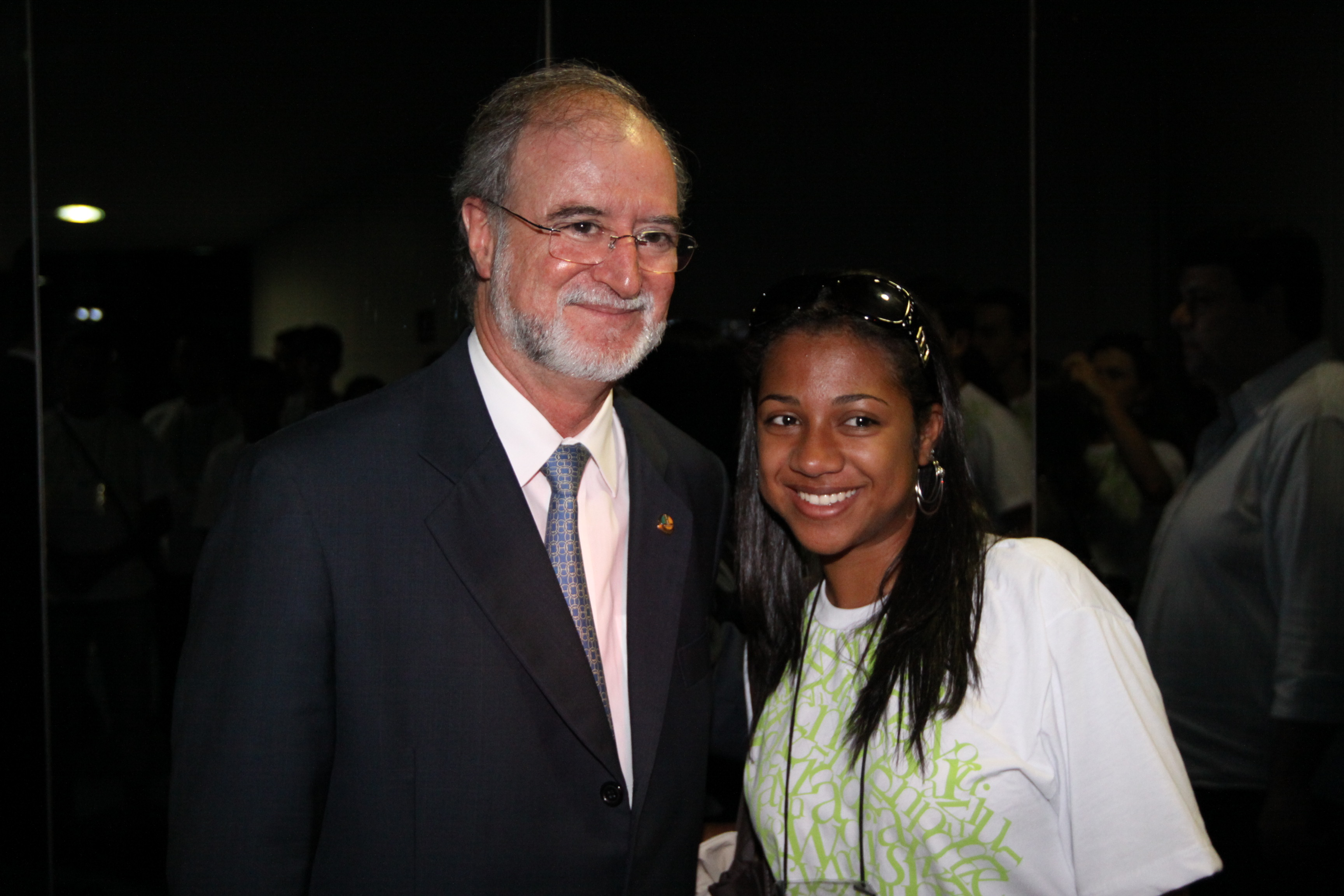
Projeto Jovem Senador 2009 - Senador Eduardo Azeredo (PSDB-MG) posa para foto com estudante.

Em 7 de fevereiro de 2014, o procurador-geral da República, Rodrigo Janot, pediu a condenação de Azeredo a 22 anos de prisão. No dia 19 do mesmo mês, Azeredo decidiu renunciar ao mandato e se afastar da vida pública. Em virtude da renúncia ao mandato de parlamentar, os ministros do STF entenderam por 8 votos a 1 que Azeredo perdia o foro privilegiado, de modo que a Ação Penal 536, movida contra ele, deveria retornar ao juízo de primeira instância.  Embora Azeredo tivesse renunciado em meio ao processo, os magistrados entenderam que a renúncia não fora uma manobra procrastinatória, visando a prescrição, tendo sido Joaquim Barbosa o único a votar por manter o processo no Supremo. Assim, os autos da Ação Penal 536, ajuizada contra Eduardo Azeredo, foram remetidos para a primeira instância da Justiça de Minas Gerais. Em 16 de dezembro de 2015 o processo contra Azeredo, que tramita na 9ª Vara Criminal do Fórum Lafayette, em Minas Gerais, foi concluído em primeira instância com sentença condenatória proferida pela Juíza responsável.
Azeredo foi condenado em primeira instância em 16 de dezembro de 2015, a 20 anos e dez meses de prisão, em regime inicialmente fechado, pelos crimes de peculato e lavagem de dinheiro. O recurso foi apresentado ao TJMG no início de maio de 2016. Em 23 de agosto de 2017 o Tribunal de Justiça de Minas Gerais (TJMG), vencido o relator por 2 votos a 1, manteve em segunda instância a condenação de Azeredo na Ação Penal 536, processo conhecido como mensalão mineiro. A pena foi levemente reduzida para 20 anos e um mês de prisão. No entanto, os magistrados não determinaram a prisão de imediato, por entender que antes é preciso exaurir todos os recursos no tribunal.
Em 22 de maio de 2018, a turma de desembargadores da 5º Câmara Criminal rejeitaram o último recurso com efeito suspensivo possível de ser apresentado pela defesa de Eduardo Azeredo na segunda instância, na Justiça de Minas Gerais, determinando a execução imediata da pena. Um dia depois, após ser considerado foragido pela Polícia Civil, Eduardo Azeredo se entregou em Belo Horizonte para cumprimento da pena. 
Em 29 de junho de 2021, no entanto, o STF suspendeu a condenação do ex-governador com o entendimento de que a Justiça comum não deveria ter sido a responsável por julgar o caso por falta de competência, determinando que o processo fosse remetido para a Justiça Eleitoral. Caberá ao novo juízo convalidar os atos da primeira instância, invalidando os julgamentos do segundo grau e do STJ.
Em 8 de maio de 2019, um ano após se entregar a Polícia Federal, Azeredo desfiliou-se do PSDB ao se queixar de "falta de solidariedade" do partido após a condenação. Retornou ao partido após 3 anos, em 2022.

### Processo contra a Fundação Wikimedia
Em 2023, Azeredo ganhou um processo judicial movido contra a Fundação Wikimedia para incluir a informação de que o Supremo Tribunal Federal (STF) suspendeu a condenação que sofreu na primeira instância na 9ª Vara Criminal de Belo Horizonte, em 2016, que constatou participação no "mensalão tucano". A decisão, assinada pela juíza Moema Miranda Gonçalves, do TJMG, determinou que a enciclopédia digital precisaria editar o conteúdo em cinco dias corridos, sob multa diária de 50 mil reais, que poderia chegar a 500 mil reais.